# Lepismium lumbricoides
A Lepismium lumbricoides faj egy epifita kaktusz, mely széles körben elterjedt Dél-Amerika szezonális erdeiben és cserjés társulásaiban.

## Elterjedése és élőhelye
Brazília: Sao Paulo, Paraná, Santa Catarina, Rio Grande do Sul; Uruguay; Paraguay; Argentína: Corrientes, Entre Rios, Misiones, Buenos Aires, Formosa, Chaco, Jujuy, Salta, Tucuman, Catamarca; Bolívia: Beni, La Paz, Santa Cruz. Epifitikus lombhullató erdőkben a tengerszinttől 1900 m tengerszint feletti magasságig.

## Jellemzői
A növény terebélyes, gazdagon elágazó, nyugalmi időszakban bordázott szárú, hossza 3-4 méter lehet. A szárszegmensek szélessége 6 mm lehet. Areolái 5-10 fehér sörtét hordoznak, de az öreg szártagok tövismentesek lehetnek. Virágai krémszínűek, néha zölddel futtatottak. Bibeszála zöldes színű. Pericarpiuma csupasz. Termése leggyakrabban vöröses színű (ritkán fehér).

## Rokonsági viszonyai és változatai
Az Ophiorhipsalis subgenus egyedüli tagja.
- fma. aculeatum (F A C Weber) Barthlott and N P Taylor in Bradleya 13 (1995): (Catamarca, Argentína) a száraz időszakban erősebben élezett szárú növények, közel ülő areolái 8-10 fehér sörtét hordoznak, termése majdnem fekete, néhány sertét hordoz.
- fma. novaesii (=loefgrenii): bizonytalan státuszú forma, szirmai erősen külön állnak.
- fma. lumbricoides Barthlott et Taylor in Bradleya 13: (Campainas, Brazília) a szárak hosszúak és vékonyak, sok léggyökeret hordoznak, néha bíborszínűek, 3 mm átmérőjűek. Areolái kicsinyek, fiatalon erősen szőrösek. Számos virága laterális, 12–15 mm hosszú, visszahajló szirmú. 8-10 szirma lándzsa alakú, kihegyezett. A külső szirmok zöldes árnyalatúak. A szirmok csúcsa rózsaszínes árnyalatú. Kevés porzószála tövén rózsaszínű. Pericarpiuma zöld színű. Vörös bogyója 5–8 mm átmérőjű.